# Михайловське сільське поселення (Цівільський район)
Миха́йловське сільське поселення (рос. Михайловское сельское поселение) — муніципальне утворення у складі Цівільського району Чувашії, Росія. Адміністративний центр — присілок Михайловка.
Станом на 2002 рік присілки Верхні Кунаші, Друге Чемерчеєво, Нижні Кунаші, Татарські Кунаші перебували у складі Опитної сільської ради.

## Населення
Населення — 1148 осіб (2019, 1312 у 2010, 1560 у 2002).

## Склад
До складу поселення входять такі населені пункти:
| Населений пункт            | Населення, осіб (2002) | Населення, осіб (2010) |
| -------------------------- | ---------------------- | ---------------------- |
| Верхні Кунаші, присілок    | 94                     | 55                     |
| Друге Чемерчеєво, присілок | 162                    | 105                    |
| Михайловка, присілок       | 539                    | 517                    |
| Молодіжний, селище         | 331                    | 308                    |
| Нижні Кунаші, присілок     | 229                    | 183                    |
| Татарські Кунаші, присілок | 147                    | 106                    |
| Цівільськ, селище          | 58                     | 38                     |